# Szawarighat al-Arz
Szawarighat al-Arz (arab. شوارغة الأرز) – wieś w Syrii, w muhafazie Aleppo, w dystrykcie Afrin. W 2004 roku liczyła 383 mieszkańców.